# Tallidtjärnen
Tallidtjärnen är en sjö i Skellefteå kommun i Västerbotten och ingår i Skellefteälvens huvudavrinningsområde. Sjöns area är 0,023 kvadratkilometer och den befinner sig 250 meter över havet.